# Garry Peterson
Garry Peterson (Winnipeg, 26 maggio 1945) è un batterista canadese noto principalmente come membro dei The Guess Who.

## Biografia
Peterson è nato a Winnipeg, ed ha iniziato a suonare la batteria sin da bambino. È stato uno dei membri fondatori della rock band The Guess Who nel 1967.
Ha suonato nel gruppo fino alla loro separazione nel 1975. ha partecipato alle sporadiche riunioni della band con i musicisti Randy Bachman, Jim Kale e Burton Cummings. Dal 2018, dopo l'uscita di Jim Kale, è l'unico membro originale della formazione. 
Ha inoltre inciso tre album come solista.

## Vita privata
Sposato con Kimberly, vive a Greensboro, in Carolina del Nord dal 1993.

## Discografia

### Solista
- 2004 - Legend:Gimme Some Lovin'
- 2011 - Pure Psychedelic Rock
- 2013 - Ultimate Guide to Rock Anthems

### Con i Guess Who
- 1968 - Wheatfield Soul
- 1969 - Canned Wheat
- 1970 - American Woman
- 1971 - Share the Land
- 1971 - So Long, Bannatyne
- 1972 - Rockin'
- 1972 - Artificial Paradise
- 1973 - No. 10
- 1974 - Road Food
- 1975 - Flavours
- 1975 - Power in the Music
- 1976 - Guess Who's Back
- 1979 - All This for a Song
- 1982 - Now and Not Then
- 1994 - Liberty
- 2002 - Running Back Thru Canada
- 2007 - Shakin' in Las Vegas
- 2018 - The Future is What is Used To Be
- 2023 - Plein D'Amour

### Collaborazioni
- 1974 - Tales Untold- Kopperfield
- 1976 - yankee Reggae - Shakers
- 1997 - Work with Me - Arc Choir
- 1998 - 5 - Lenny Kravitz
- 2003 - Arise - Lynn Arriale
- 2017 - 61 Days in the Church - Eric Church